# 李达球
李达球（1953年10月—），男，广西昭平人，中华人民共和国政治人物。中央党校函授学院本科班经济管理专业毕业，中共中央党校在职研究生学历。

## 生平
1973年10月加入中国共产党。1974年10月参加工作。1987年，担任广西昭平县副县长。1990年10月，升任广西昭平县委常委、代县长。1993年，任广西贺县县委书记。1996年，升任中共梧州地委副书记。2001年，担任中共玉林市委副书记、市长。2003年，担任中共贺州市委书记。2008年，任政协第十届广西壮族自治区委员会副主席。
2013年7月6日，中纪委宣布李达球因涉嫌严重违纪，接受组织调查。2013年9月4日，中纪委公布了李达球的立案检查结果。李达球利用职务上的便利，为他人谋取利益，本人或通过其亲属收受巨额财物，已构成严重违纪违法及犯罪，李达球被开除党籍、开除公职。2014年10月13日，吉林省延边州中级法院认定李达球犯受贿罪（1095万余元），判处有期徒刑15年，剥夺政治权利4年，没收个人财产人民币200万元。
随后，李达球被羁押于公安部秦城监狱；2017年11月1日，北京市一中院开庭审理李达球减刑案。法院认定李达球在服刑改造期间认罪悔罪，遵守法律法规及监规，接受教育改造，确有悔改的表现，可以减刑。但鉴于李达球为职务犯罪罪犯，对其减刑幅度应从严掌握；2018年1月5日，北京一中院作出裁定，对李达球减去有期徒刑七个月，至2028年2月3日出狱。